# Мисменовые пауки
Мисменовые пауки (лат. Mysmenidae) — маленькое семейство пауков, насчитывающее всего почти сто видов из более чем 20 родов.

## Распространение
Распространены в следующих регионах: Америка, Африка, Азия, Европа, Новая Каледония и некоторые острова.

## Классификация
- Acrobleps Hickman, 1979 — Тасмания
- Anjouanella Baert, 1986 — Коморские острова
- Brasilionata Wunderlich, 1995 — Бразилия
- Calodipoena Gertsch & Davis, 1936 — Центральная Америка, Карибские острова, Алжир
- Calomyspoena Baert & Maelfait, 1983 — Галапагосские острова
- Crassignatha Wunderlich, 1995 — Малайзия
- Iardinis Simon, 1899 — Непал, Индия
- Isela Griswold, 1985 — Южная Африка
- Itapua Baert, 1984 — Парагвай
- Kekenboschiella Baert, 1982 — Папуа-Новая Гвинея
- Kilifina Baert & Murphy, 1992 — Кения
- Leviola Miller, 1970 — Ангола
- Maymena Gertsch, 1960 — от Центральной до Южной Америки
- Microdipoena Banks, 1895 — от США до Парагвая, Африка
- Mysmena Simon, 1894 — Средиземноморье, Океания
- Mysmenella Brignoli, 1980 — Палеарктика, Африка, Океания
- Mysmeniola Thaler, 1995 — Венесуэла
- Mysmenopsis Simon, 1897 — от США до Перу
- Phricotelus Simon, 1895 — Шри-Ланка
- Tamasesia Marples, 1955 — Самоа, Новая Каледония
- Taphiassa Simon, 1880 — Новая Каледония
- Trogloneta Simon, 1922 — США, Европа, Канарские острова